# Mélusine de Hierges
Pour les articles homonymes, voir Mélusine.
Mélusine de Hierges est un personnage imaginaire, issu de la littérature fantastique du Moyen Âge. 

## Le mythe
Selon des légendes provenant de la région de Hierges, elle serait descendante en ligne directe de Mélusine, l'ancêtre de la famille de Lusignan, fille de Manassès de Hierges, seigneur de Hierges, qui se croisa et devint connétable du royaume de Jérusalem. Mélusine, née à Hierges, aurait suivi son père en Terre sainte, serait devenue reine de Jérusalem en épousant Guy de Lusignan, et serait morte soit à Samson, dans les Ardennes, en 1187, soit de la peste en 1190 devant Saint-Jean-d'Acre. Selon certains, elle s'appellerait aussi Sybille de Lusignan.

## La réalité historique
La fée Mélusine est une personne fantastique mise en scène au XIIe siècle par le Roman de Mélusine, du troubadour Couldrette. Le roman eut un tel succès que nombreuses furent les familles nobles à se réclamer de la descendance de Mélusine et principalement la maison de Lusignan. Celle de Hierges n'y fait pas exception et, pour accentuer cette prétention, une alliance fut inventée avec les Lusignan.
Le seigneur Manassès de Hierges est connu de l'histoire, et a laissé suffisamment de documents pour que l'on puisse reconstituer sa biographie et sa famille. Un certain nombre de ses enfants sont mentionnés par les Lignages d'Outremer, mais Mélusine ne compte pas parmi ceux-ci. Étant donné qu'elle est supposée avoir été reine de Jérusalem, son absence dans les Lignages n'est explicable que par son inexistence.
D'autre part, on ne connaît qu'une seule épouse à Guy de Lusignan, roi de Jérusalem. Il s'agit de Sibylle de Jérusalem, fille du roi Amaury, et c'est par son épouse que Guy devient roi de Jérusalem, et non le contraire. Pour résoudre le problème de l'épouse unique, Mélisende de Hierges fut confondue avec Sibylle de Jérusalem, mais la distinction des pères respectifs rend cette identification impossible.

### Sources
- Mélusine (fée)
- Manassès de Hierges, un seigneur ardennais du XIIe siècle.
- Marie-Adélaïde Nielen, Lignages d'Outre-Mer — Introduction, notes et édition critique, Paris, Académie des inscriptions et belles-lettres, 2003, 252 p. [détail de l’édition] (ISBN 2-87754-141-X)